# Xanthophytum attopevense
Xanthophytum attopevense là một loài thực vật có hoa trong họ Thiến thảo. Loài này được (Pierre ex Pit.) H.S.Lo miêu tả khoa học đầu tiên năm 1986.